# ایرهان آلبایراک
ایرهان آلبایراک (انگلیسی: Erhan Albayrak؛ زادهٔ ۵ آوریل ۱۹۷۷) بازیکن فوتبال اهل ترکیه است.
از باشگاه‌هایی که در آن بازی کرده‌است می‌توان به باشگاه فوتبال آنکاراگوچو، باشگاه ورزشی کوکائلی اسپور، باشگاه فوتبال غازی عینتاب‌اسپور، باشگاه فوتبال چای‌کار ریزه‌اسپور، باشگاه فوتبال قونیه‌اسپور، باشگاه فوتبال آنکارا اسپور، باشگاه فوتبال آرمینیا بیله‌فلد، باشگاه فوتبال فنرباغچه، باشگاه فوتبال اوردینگن ۰۵، و باشگاه ورزشی وردر برمن اشاره کرد.
وی همچنین در تیم‌های ملی فوتبال جوانان ترکیه و زیر ۲۱ سال ترکیه بازی کرده‌است.